# 元猿湾
元猿湾（もとざるわん）は、大分県佐伯市蒲江にある湾である。

## 概要
大分県南部の豊後水道に面するリアス式海岸にあり、南に向かって開いた湾で、東側を元猿山、西側を背平山に囲まれる。湾の東側には日本の渚百選に選定された元猿海岸、西側には高山海岸が延びる。
湾に沿う陸域全域が日豊海岸国定公園の第2種特別区域に、湾全体の海面が普通地域にそれぞれ指定されている。
東岸には大分県マリンカルチャーセンター（2018年4月から利用休止中）があり、西岸には佐伯市立蒲江翔南中学校がある。

## 交通
- バス - JR九州日豊本線佐伯駅から70分、マリンカルチャーセンター停留所下車、徒歩5分。
- 車 - 東九州道蒲江ICから国道388号経由で15分[5]。

- 元猿湾 - 地理院地図
- 元猿湾 - Google マップ

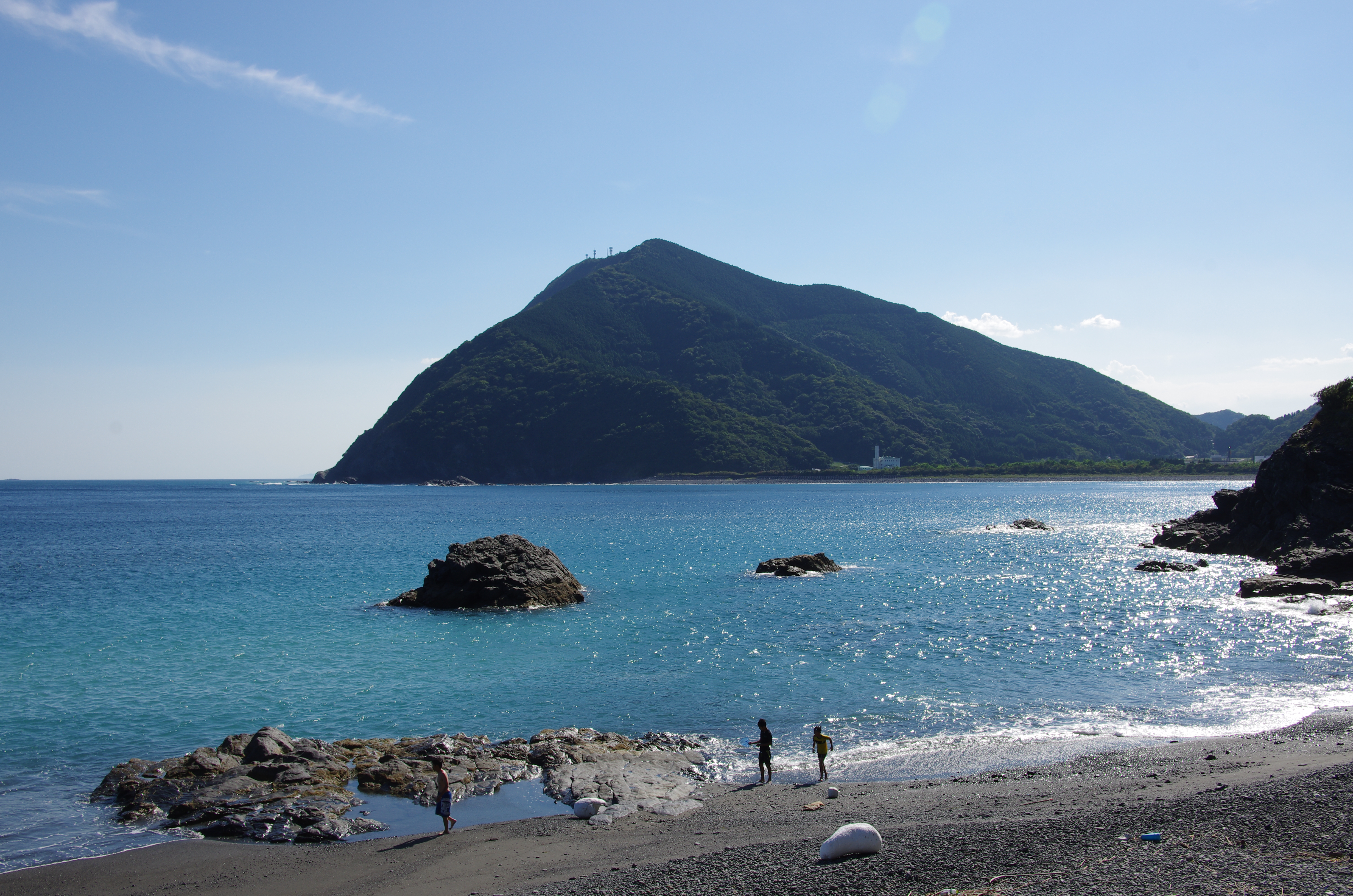
元猿海岸から背平山を望む
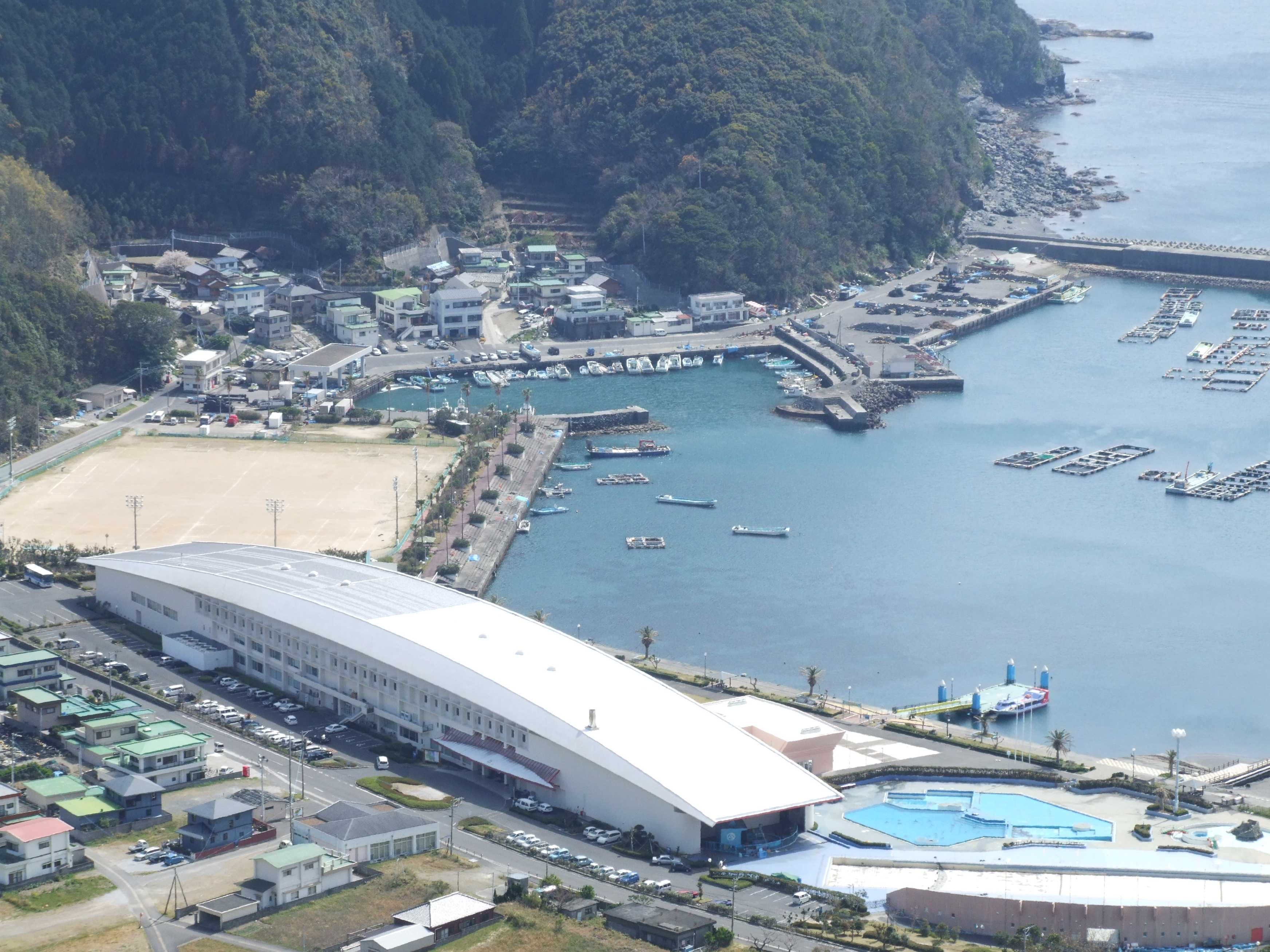
大分県マリンカルチャーセンター